# Jacob de Gheyn II
Jacob de Gheyn II, também Jacques de Gheyn II (Antuérpia, c. 1565 - Haia, 29 de março de 1629) foi um pintor e gravador holandês, cujas obras representam a transição do Maneirismo Nórdico para o Realismo Holandês.

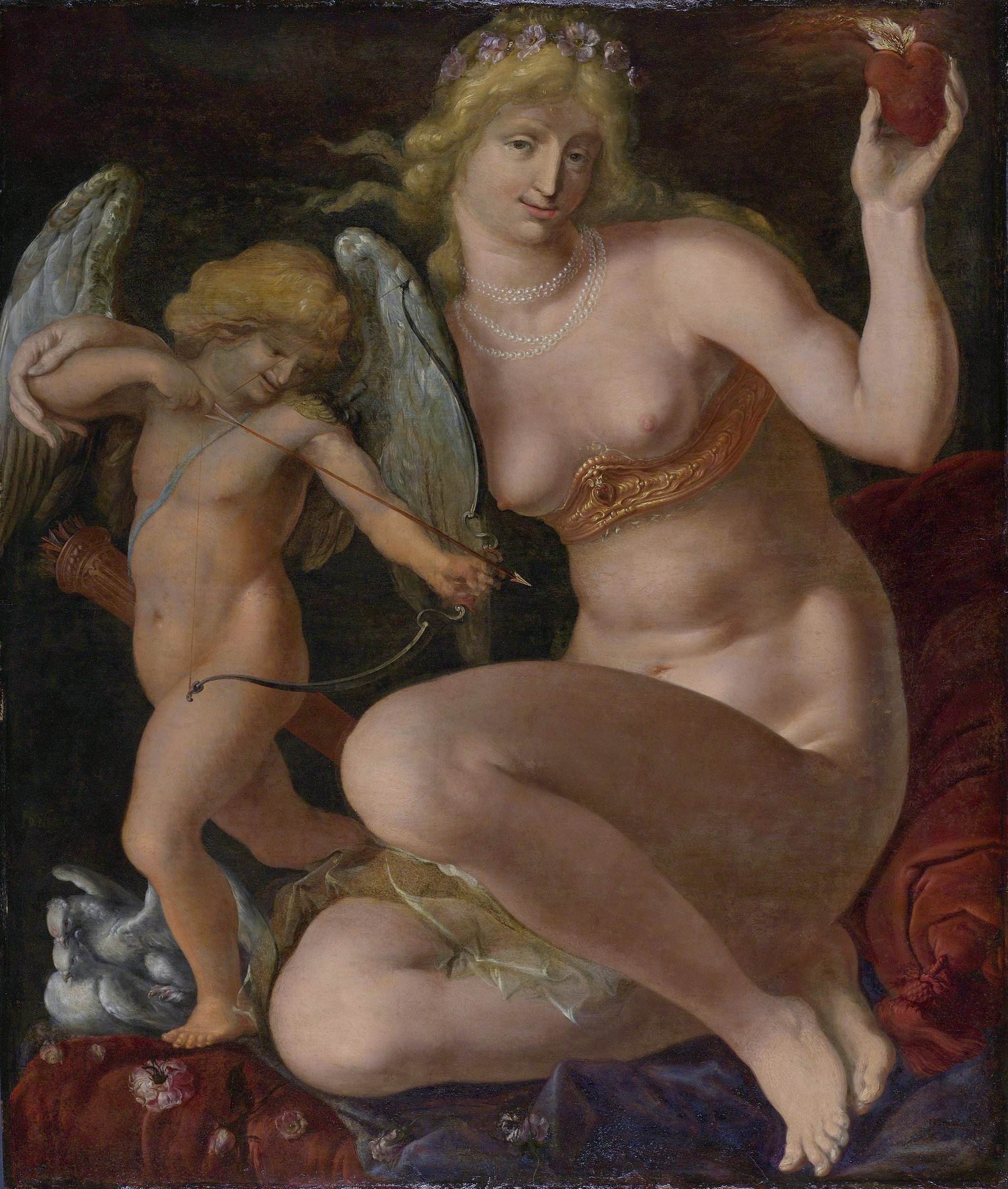
Retrato de Vênus e do Cupido, c. 1605-1610

De Gheyn nasceu em Antuérpia e recebeu suas primeiras lições de arte de seu pai, Jacob de Gheyn I, um pintor de vitrais, gravador e desenhista técnico. Em 1585, mudou-se para Haarlem, onde estudou com Hendrik Goltzius por cinco anos. Por 1600, de Gheyn abandonou a gravura e focou na pintura e em água-forte.
Ao mudar-se para Haia, em 1605, foi empregado  pela Monarquia dos Países Baixos, projetando um jardim para Maurício de Nassau e, após, trabalhando para Frederico Henrique, Príncipe de Orange. De Gheyn pintou alguns dos primeiros nus femininos, vanitas e naturezas-mortas florais na Pintura dos Países Baixos. Morreu em Haia.